# Пјер Мари Галоа
Пјер Мари Галоа (фр. Pierre Marie Gallois; Торино, 29. јун 1911 — Париз, 23. август 2010) је био француски генерал ратног ваздухопловства и геополитичар. Заслужан је за изградњу француског нуклеарног арсенала.

## Биографија
Галоа је рођен у Торину, Италија 29. јуна 1911. После студија на Лицеју Јансон де Саји и Војној школи у Версају, 1936. године је добио чин потпоручника ескадриле стациониране у алжирском граду Бешару. Унапређен је у поручника исте године. Године 1939. је премештен у штаб Пете ваздухопловне области у Алжиру. Године 1943, за време Другог светског рата, домогао се Уједињеног Краљевства и ступио је у Краљевску бомбардерску команду као члан посаде бомбардера. Учествовао је у бомардовању немачких индустријских постројења све до марта 1945.
После рата, Гало је прешао у цивилно ваздухопловство и учествовао је у конференцијама Међународне организације за цивилно ваздухопловство. Вратио се у ратно ваздухопловство 1948. као помоћник у штабу начелника Ратног ваздухопловства. Као специјалиста за опрему и индустрију, Галоа је саставио петогодишњи план производње ваздухоплова, који је прихватио француски парламент августа 1950. Такође је учествовао у дискусијама о употреби америчке помоћи западној Европи.
Од 1953. до 1954. Галоа, сада пуковник, је радио у кабинету министра одбране. Такође је радио у Врховном штабу савезничких снага у Европи у то време, радећи на проучавању утицаја оружја масовног уништења на модерне стратегије. Од 1953. водио је кампању за изградњу француског нуклеарног арсенала. Галоа се пензионисао из војске 1957. године.
Године 2003. је основао Форум за Француску, која се бори за суверенитет и независност Француске. Водио је кампању против Уговора о уставу Европске уније.
Преминуо је 23. августа 2010. године.
Један је од људи којима је Добрица Ћосић посветио поглавље у свом роману Пријатељи.